# Faculdade Capivari
A Faculdade Capivari (FUCAP) é uma instituição privada de ensino superior sediada na cidade catarinense de Capivari de Baixo.
Foi fundada em 21 de novembro de 1999 e teve seu funcionamento autorizado a partir da portaria 2505 de 21 de novembro de 2001.. A mantenedora da instituição é a Sociedade Educacional de Capivari de Baixo (SECAB)
A instituição oferece cursos do tipo graduação, bacharelado, tecnólogo (em certos cursos), além de cursos de extensão e pós graduação.
A FUCAP também trabalha com o método EaD (Ensino a Distância), utilizando a plataforma SAGAH Blackboard.

Em 21 de novembro de 2019, a FUCAP comemorou seu 20º aniversário.

## Cursos de graduação
Atualmente a instituição conta com dez cursos de graduação. São eles:
- Administração
- Ciências contábeis
- Direito
- Engenharia ambiental
- Engenharia civil
- Engenharia de produção
- Engenharia mecânica
- Hotelaria
- Pedagogia
- Processos gerenciais

## Estrutura

### Biblioteca
A Biblioteca da FUCAP possui 15.996 livros, 52 periódicos, 180 obras raras, além de publicações e jornais. Também possui acervo audiovisual, composto por fitas VHC e CDs.